# 张博铁路
张博铁路位于山东省淄博市，从膠濟鐵路的淄博站分出至博山镇。线路经过地区地势南高北低，东、南、西三面环山，呈箕状地形，同时沿线煤、铝矾土、耐火粘土、陶瓷等资源物产丰富。

## 历史

### 背景

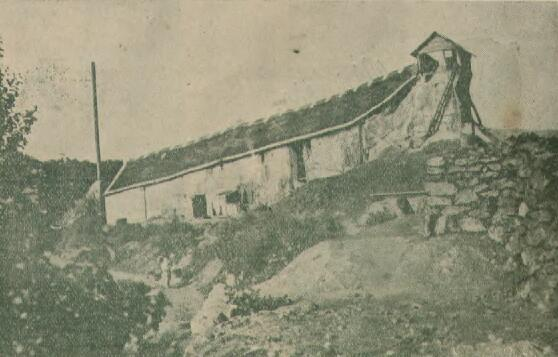
1922年的山东博山煤矿

博山煤矿北与淄川煤矿毗连，南至孝妇河上游，东至黑山附近，面积约38万公亩。早在1869年，費迪南·馮·李希霍芬就曾考察过淄川和博山附近煤矿的分布和产量。1898年冬，德国勘察队又详细勘察了淄川、博山数百座煤井的地层断面、煤层、煤质状况，绘制了《淄博煤田地质地形图》，并于1899年10月10日成立德华矿务公司。另外，当时的运输工具几乎全为手推车，也使煤矿的运输成本过高。为修建胶济铁路和方便煤矿运输，德华山东铁路公司在1903年5月至1904年6月开工修建张店站至博山站的支线，以外运博山煤田的原煤。施工时，线路、桥梁等均按照轻便铁路建造，质量上按照德国标准。

### 建成后
1937年七七事变后，南京国民政府下令破坏胶济、张博和博八铁路路桥，机车车辆也通过津浦铁路转移至粤汉铁路。1941年2月日本侵略军修复了张博和博八铁路，但在抗日力量的破坏下，运营时断时续。
第二次国共内战期间，本线在几经易手的过程中多次被破坏并修复，较大规模的抢修有三次：
- 1946年7月至8月6日，国民政府津浦区铁路管理局抢修张博和博八铁路通车，不久被解放军破坏。
- 1947年3月莱芜战役后，解放军鲁中军区、鲁中行署成立张博铁路工程处，并将线路改为米轨铁路；1947年8月22日，国军吴化文部占领淄博后，线路停运[3]。
- 1948年10月，胶济铁路抢修委员会成立，设在张店的第三分会领导胶济铁路西段、张博和博八铁路的抢修工作；张博线在改造中又改为标准轨距。12月28日，张博和博八铁路全线修复通车[3]。

自中华人民共和国成立以来，张博铁路进行了一系列的改造，使线桥质量大幅度提高。
随着煤矿储量的减少和企业的转型，张博铁路逐渐冷清了下来。

### 管理变迁
1904年胶济铁路全线通车后， 山东铁路公司在张店站设立运输监督区和保线监督区。1914年日军第一次占领胶济铁路后，淄博地区运务、车辆、卖炭事务均由日军临时铁道联队下设的济南业务主管所直接管理，线桥管理则由济南保线事务所下辖的保线区领导。1919年12月18日至1922年底，沿线运输业务均由山东铁道管理部直接管理。
1923年北洋政府收回胶济铁路主权后，成立了胶济铁路管理局，张博支线（不含淄博站）由管理局工务处济南总段6分段和车务第3分段管辖。1928年1月起，张博支线各站由机务第4段负责机务，警务第7分段负责本线和淄洪支线的警务。
1937年，日本军队再次侵占胶济铁路后，将铁路交由占领前已组织好的铁道联队进行军事管理。1938年3月，淄博站设立南满州铁道株式会社济南铁道事务所济南机关区张店分区。1942年3月25日南满铁道株式会社济南铁路局改称胶济铁路自治区，下设济南、青岛两个监理所，青岛监理所下设5个小自治区，张博、博八支线属于第5自治区。1943年4月27日，张博、博八支线划归济南监理所。1944年2月7日，胶济铁路自治区在张店站设监理所，下辖博山自治区内张博、博八线南定以南各站。
日本投降后，1945年11月26日，南京政府铁道部津浦区济南铁路局设立张店办事处。1946年初，八路军鲁中军区、鲁中行署成立淄博矿区铁路局，不久改称张博铁路局；后由于国民党军进占博山，铁路局在1946年6月末被撤销，随后又在1947年8月1日重新成立。1947年8月22日，吴化文部沿张博铁路进攻，一部分路局人员进入淄川西部山区组建了张博铁道队。1948年3月下旬，张博和博八铁路再次由解放军控制后，张博铁路局再次又重建；路局成立后便开展了辖区内线路的运输，往管内各站派遣了站长，还成立了张博铁路警备营。
1949年7月30日中央军委铁道部济南铁路管理局成立，张博和博八铁路由济南局直管，后在1950年10月16日划归青岛铁路分局张店铁路地区领导。

### 未来发展
在一些市民的呼吁下，张博铁路将会被改造为区间全封闭的复线电气化铁路，并恢复曾取消的客运业务。根据博山区政府的消息，张博铁路改造后将运行动车组列车，使博山站至淄博站的用时控制在45分钟以内。

## 支线
为便于淄博市内生产物资的运输，张博铁路也有分出支线延申至其他的矿区或企业。这四条共计64.02公里的支线构成了淄博市铁路网络。
| 详情/线路         | 张博支线              | 淄洪支线              | 博八支线           | 南罗支线               |
| ----------------- | --------------------- | --------------------- | ------------------ | ---------------------- |
| 修建日期          | 1903年5月 至1904年6月 | 1903年5月 至1904年6月 | 1920年7月 至1921年 | 1942年6月 至1943年10月 |
| 长度 （公里）     | 39.23                 | 7.0                   | 10.3               | 7.0                    |
| 营业里程 （公里） | 39.2                  | 7.6                   | 11.1               | 8.76                   |
| 轨距              | 标准轨距              | 标准轨距              | 标准轨距           | 标准轨距               |
| 閉塞系统          |                       | 半自动                | 半自动             | 半自动                 |
| 最大坡度          | 19.5‰                 | 10‰                   |                    | 16.7‰                  |
| 最小曲线半径      | 200米                 | 300米                 |                    | 588米                  |
| 运输业务          | 货运及客运            | 仅货运                | 货运及客运         | 仅货运                 |
| 车站（个）        | 4                     | 1                     | 3                  | 1                      |
| 道口（个）        | 24                    | 9                     | 7                  | 7                      |

### 博八支线
博八支线自博山站北端牵出，经过博山区东面，跨孝妇河后向东南方向前行，最后到达八陡矿区。此支线于1920年7月至1921年冬，由博山煤商马官和等人集资40万元建成，是山东省第一条私人修筑的铁路。
博八支线最初为轨距两英尺的轻便铁路，全长12公里。支线最初的运输方式为人推矿车运煤，后来在1923年曾被改造。因战乱、亏损，线路不得不以78万元，于1936年10月卖给胶济铁路管理局。同年冬至1937年6月，管理局按张博铁路技术标准，投资215万元，废除博山站西侧至山头站的线路及八陡至白谷囤矿支线，并将线路改由博山站东跨孝妇河，经山头至八陡，全长缩为9.730公里。至2005年，线路营业长度为11.1公里。

### 南罗支线
南罗支线自淄博线南定站引出，止于罗家庄矿区。全线设罗家庄车站1个，办理货物到发业务。为方便开采罗家庄煤炭，日本侵略军在1942年6月至1943年10月间建成此支线。线路最初长7.4公里，在一系列改造后，目前的延展长度为8.76公里。线路采用和张博铁路一样的技术标准。

### 淄洪支线
淄洪支线由淄川站引出，止于洪山矿区。全线设洪山车站1个，办理整车货物发到业务。此支线与张博铁路同时建成，最初正线长度6.993公里。到2005年，线路营业长度7.6公里，延展长度10.5公里。

## 改造与扩建
| 部件 | 时间   | 详细                                                 |
| ---- | ------ | ---------------------------------------------------- |
| 钢轨 | 1923年 | 正线逐步换为“38中”/“43C”型 站线仍为“30F”型           |
| 钢轨 | 50年代 | 81.816公里线路全部更换为“P43”型国产轨                |
| 钢轨 | 1996年 | 增铺50公斤/米再用轨                                  |
| 钢轨 | 2005年 | 39.6公里的钢轨为≥50公斤/米                           |
| 轨枕 | 50年代 | 木枕                                                 |
| 轨枕 | 1975年 | 水泥枕                                               |
| 正线 | 50年代 | 新铺、改铺道岔45组， 拨移线路5条， 改造曲线4处       |
| 侧线 | 1937年 | 各站延长股道， 增设货物线、牵出线、机走线等计4.7公里 |
| 侧线 | 50年代 | 增筑和延长站台892米                                  |
| 侧线 | 1985年 | 站线延至550米                                        |

## 运营
1932年张博铁路运输煤炭70万吨。
从50年代起，博八线在一段时间内承担了博山地区重要的客货运输任务：货运方面，博八线从仅负责煤炭外运的通道，逐渐成为沿线工矿企业的重要运输通道；客运方面，博八线一直是沿线居民主要的出行方式，直到公路发展起来。
20世纪60年代中期，张博铁路的货运量急剧增长，而当时的设备又无法满足需求。为解决这一矛盾，博山-八陡之间的四个车站开始统一编制和实施运输方案。后来张店机务段将此方案推广到张博和博八铁路沿线的9个车站，形成“九合一”运输组织办法，并逐渐推广到全国的铁路系统。随着东风站机械化驼峰的启用，此方案在1984年后逐渐被搁置。
到20世纪80年代，张博和博八铁路日客货列车通过能力达20对至25对。
1997年，淄博-博山间曾开行2对“回归号”市郊列车，又于1999年增为12对。
目前张博铁路仅有货运业务。
在2024年5月16日，淄博至博山铁路改造工程正式开启封锁施工，建成后会方便居民通勤使用。